# Портленд (Айова)
Портленд (англ. Portland) — переписна місцевість (CDP) в США, в окрузі Серро-Гордо штату Айова. Населення — 28 осіб (2020).

## Географія
Портленд розташований за координатами 43°7′39″ пн. ш. 93°7′38″ зх. д. / 43.12750° пн. ш. 93.12722° зх. д. (43.127574, -93.127119).  За даними Бюро перепису населення США в 2010 році переписна місцевість мала площу 0,55 км², уся площа — суходіл.

## Демографія
Згідно з переписом 2010 року, у переписній місцевості мешкало 35 осіб у 17 домогосподарствах у складі 11 родини. Густота населення становила 64 особи/км².  Було 18 помешкань (33/км²).
Расовий склад населення:
| - 100,0 % — білих |

До двох чи більше рас належало 0,0 %. Частка іспаномовних становила 0,0 % від усіх жителів.
За віковим діапазоном населення розподілялося таким чином: 17,1 % — особи молодші 18 років, 51,5 % — особи у віці 18—64 років, 31,4 % — особи у віці 65 років та старші. Медіана віку мешканця становила 56,5 року. На 100 осіб жіночої статі у переписній місцевості припадало 105,9 чоловіків;  на 100 жінок у віці від 18 років та старших — 107,1 чоловіків також старших 18 років.
Цивільне працевлаштоване населення становило 0 осіб. 